# 西格韦·利
西格韦·利（挪威語：Sigve Lie，1906年4月1日—1958年3月18日），挪威男子帆船运动员。他曾代表挪威参加1948年和1952年夏季奥林匹克运动会帆船比赛，共获得二枚金牌。他于1958年在奥斯陆去世。